# Gran Premio motociclistico della Malesia 1998
Il Gran Premio motociclistico della Malesia 1998 corso il 19 aprile, è stato il secondo Gran Premio della stagione 1998  e ha visto vincere: la Honda di Mick Doohan nella classe 500, Tetsuya Harada nella 250 e Noboru Ueda nella 125.

## Classe 500

### Arrivati al traguardo
| Pos | Nº | Pilota                   | Squadra                | Motocicletta | Giri | Tempo     | Griglia | Punti |
| --- | -- | ------------------------ | ---------------------- | ------------ | ---- | --------- | ------- | ----- |
| 1   | 1  | Mick Doohan              | Repsol Honda           | Honda        | 30   | 45:15.533 | 1       | 25    |
| 2   | 8  | Carlos Checa             | MoviStar Honda Pons    | Honda        | 30   | +2.634    | 3       | 20    |
| 3   | 6  | Max Biaggi               | Marlboro Team Kanemoto | Honda        | 30   | +4.410    | 2       | 16    |
| 4   | 4  | Àlex Crivillé            | Repsol Honda           | Honda        | 30   | +10.619   | 17      | 13    |
| 5   | 19 | John Kocinski            | MoviStar Honda Pons    | Honda        | 30   | +13.079   | 9       | 11    |
| 6   | 25 | Yukio Kagayama           | Suzuki Grand Prix      | Suzuki       | 30   | +19.382   | 5       | 10    |
| 7   | 52 | Norihiko Fujiwara        | BP Yamaha Racing       | Yamaha       | 30   | +41.494   | 12      | 9     |
| 8   | 17 | Jurgen van den Goorbergh | Dee Cee Jeans Racing   | Honda        | 30   | +48.970   | 18      | 8     |
| 9   | 28 | Ralf Waldmann            | Marlboro Team Roberts  | Modenas KR3  | 30   | +52.131   | 13      | 7     |
| 10  | 18 | Garry McCoy              | Shell Advance Racing   | Honda        | 30   | +1:00.294 | 16      | 6     |
| 11  | 10 | Kenny Roberts Jr         | Team Roberts           | Modenas KR3  | 30   | +1:20.245 | 19      | 5     |
| 12  | 23 | Matt Wait                | F.C.C. TSR             | Honda        | 30   | +1:23.599 | 21      | 4     |
| 13  | 22 | Sébastien Gimbert        | Tecmas Honda Elf       | Honda        | 30   | +1:34.532 | 20      | 3     |

### Ritirati
| Nº | Pilota              | Squadra              | Motocicletta | Giri | Griglia |
| -- | ------------------- | -------------------- | ------------ | ---- | ------- |
| 14 | Juan Bautista Borja | Shell Advance Racing | Honda        | 11   | 15      |
| 5  | Norick Abe          | Yamaha Team Rainey   | Yamaha       | 6    | 7       |
| 3  | Nobuatsu Aoki       | Suzuki Grand Prix    | Suzuki       | 3    | 8       |
| 57 | Fabio Carpani       | Polini Inoxmacel     | Honda        | 3    | 23      |
| 21 | Kyoji Nanba         | Yamaha Team Rainey   | Yamaha       | 1    | 4       |
| 15 | Sete Gibernau       | Repsol Honda         | Honda        | 1    | 15      |
| 53 | Russel Wood         | Shell Advance Racing | Honda        | 1    | 24      |
| 11 | Simon Crafar        | Red Bull Yamaha WCM  | Yamaha       | 0    | 11      |
| 2  | Tadayuki Okada      | Repsol Honda         | Honda        | 0    | 6       |
| 9  | Alex Barros         | Honda Gresini        | Honda        | 0    | 10      |

### Non partito
| Nº | Pilota          | Squadra              | Motocicletta | Griglia |
| -- | --------------- | -------------------- | ------------ | ------- |
| 7  | Doriano Romboni | Muz Roc Rennen Sport | MuZ Weber    | 22      |

## Classe 250

### Arrivati al traguardo
| Pos | Nº | Pilota            | Squadra                   | Motocicletta | Giri | Tempo     | Griglia | Punti |
| --- | -- | ----------------- | ------------------------- | ------------ | ---- | --------- | ------- | ----- |
| 1   | 31 | Tetsuya Harada    | Aprilia Team              | Aprilia      | 28   | 42:55.302 | 5       | 25    |
| 2   | 5  | Tōru Ukawa        | Benetton Honda            | Honda        | 28   | +1.259    | 7       | 20    |
| 3   | 19 | Olivier Jacque    | Chesterfield Elf Tech 3   | Honda        | 28   | +12.166   | 4       | 16    |
| 4   | 6  | Haruchika Aoki    | F.C.C. TSR                | Honda        | 28   | +15.887   | 8       | 13    |
| 5   | 65 | Loris Capirossi   | Aprilia Team              | Aprilia      | 28   | +18.934   | 3       | 11    |
| 6   | 4  | Stefano Perugini  | Castrol 250               | Honda        | 28   | +19.162   | 10      | 10    |
| 7   | 9  | Jeremy McWilliams | QUB Team Optimum          | TSR-Honda    | 28   | +21.821   | 9       | 9     |
| 8   | 11 | Jürgen Fuchs      | Docshop Racing            | Aprilia      | 28   | +24.109   | 1       | 8     |
| 9   | 27 | Sebastián Porto   | PR2 Mitsubishi Elaion     | Aprilia      | 28   | +26.216   | 6       | 7     |
| 10  | 17 | José Luis Cardoso | Antena 3 Yamaha           | Yamaha       | 28   | +34.541   | 11      | 6     |
| 11  | 7  | Takeshi Tsujimura | Semprucci Biesse-Gro      | Yamaha       | 28   | +40.510   | 14      | 5     |
| 12  | 44 | Roberto Rolfo     | Scuderia AGV Carrizosa    | TSR-Honda    | 28   | +45.201   | 13      | 4     |
| 13  | 12 | Noriyasu Numata   | Rizla Suzuki              | Suzuki       | 28   | +45.397   | 19      | 3     |
| 14  | 24 | Jason Vincent     | Padgetts HRC Shop         | TSR-Honda    | 28   | +47.662   | 17      | 2     |
| 15  | 18 | Osamu Miyazaki    | Edo Racing                | Yamaha       | 28   | +1:13.383 | 16      | 1     |
| 16  | 41 | Federico Gartner  | PR2 Mitsubishi Elaion     | Aprilia      | 28   | +1:26.065 | 22      |       |
| 17  | 56 | Shahrol Yuzy      | Petronas Sprinta Team TVK | Honda        | 28   | +1:31.633 | 23      |       |

### Ritirati
| Nº | Pilota              | Squadra                 | Motocicletta | Giri | Griglia |
| -- | ------------------- | ----------------------- | ------------ | ---- | ------- |
| 46 | Valentino Rossi     | Nastro Azzurro Aprilia  | Aprilia      | 27   | 2       |
| 20 | William Costes      | Chesterfield Elf Tech 3 | Honda        | 18   | 20      |
| 25 | Yasumasa Hatakeyama | Penguin Racing          | Honda        | 18   | 25      |
| 37 | Luca Boscoscuro     | Scuderia AGV Carrizosa  | TSR-Honda    | 17   | 15      |
| 8  | Luis d'Antín        | Antena 3 Yamaha         | Yamaha       | 17   | 18      |
| 14 | Davide Bulega       | OXS Matteoni            | Honda        | 14   | 24      |
| 16 | Johan Stigefelt     | Rizla Suzuki            | Suzuki       | 11   | 12      |
| 21 | Franco Battaini     | Edo Racing              | Yamaha       | 2    | 21      |

## Classe 125
Durante le qualifiche del sabato di questa classe un cobra entrò in pista, probabilmente attratto dall'asfalto caldo (circa 55 °C). Nonostante un commissario avesse subito esposto la bandiera rossa, Lucio Cecchinello non riuscì ad evitare di colpire la coda del rettile, che reagì mettendosi in posizione di attacco (testa eretta e gonfia). Pochi istanti dopo sopraggiunse Gino Borsoi, che lo prese in pieno con il ginocchio e lo trascinò per alcuni metri, uccidendolo. Nessuno dei due piloti riportò conseguenze.

### Arrivati al traguardo
| Pos | Nº | Pilota             | Squadra                   | Motocicletta | Giri | Tempo     | Griglia | Punti |
| --- | -- | ------------------ | ------------------------- | ------------ | ---- | --------- | ------- | ----- |
| 1   | 2  | Noboru Ueda        | Givi Honda LCR            | Honda        | 26   | 41:34.332 | 1       | 25    |
| 2   | 32 | Mirko Giansanti    | OXS Matteoni              | Honda        | 26   | +0.277    | 3       | 20    |
| 3   | 3  | Tomomi Manako      | UGT - 3000                | Honda        | 26   | +1.902    | 7       | 16    |
| 4   | 5  | Masaki Tokudome    | Docshop Racing            | Aprilia      | 26   | +12.991   | 6       | 13    |
| 5   | 15 | Roberto Locatelli  | Polini Inoxmacel          | Honda        | 26   | +14.086   | 2       | 11    |
| 6   | 4  | Kazuto Sakata      | UGT 3000                  | Aprilia      | 26   | +31.874   | 5       | 10    |
| 7   | 9  | Frédéric Petit     | UGT 3000 - RMS            | Honda        | 26   | +36.955   | 11      | 9     |
| 8   | 29 | Ángel Nieto Jr     | Via Digital Team          | Aprilia      | 26   | +37.508   | 14      | 8     |
| 9   | 20 | Masao Azuma        | Mac Motors Liegeois Comp. | Honda        | 26   | +39.492   | 10      | 7     |
| 10  | 21 | Arnaud Vincent     | Scrab Competition         | Aprilia      | 26   | +42.748   | 21      | 6     |
| 11  | 22 | Steve Jenkner      | Marlboro Team ADAC        | Aprilia      | 26   | +44.743   | 19      | 5     |
| 12  | 10 | Lucio Cecchinello  | Givi Honda LCR            | Honda        | 26   | +44.950   | 12      | 4     |
| 13  | 8  | Gianluigi Scalvini | Polini Inoxmacel          | Honda        | 26   | +56.948   | 8       | 3     |
| 14  | 39 | Jaroslav Huleš     | UGT 3000                  | Honda        | 26   | +58.446   | 23      | 2     |
| 15  | 26 | Ivan Goi           | Vasco Rossi Racing        | Aprilia      | 26   | +1:01.914 | 16      | 1     |
| 16  | 7  | Emilio Alzamora    | Via Digital Team          | Aprilia      | 26   | +1:02.499 | 18      |       |
| 17  | 62 | Yoshiaki Katō      | Semprucci Biesse-Gro      | Yamaha       | 26   | +1:03.953 | 15      |       |
| 18  | 18 | Paolo Tessari      | Scuderia Alfa Nolan       | Aprilia      | 26   | +1:20.527 | 20      |       |

### Ritirati
| Nº | Pilota                | Squadra              | Motocicletta | Giri | Griglia |
| -- | --------------------- | -------------------- | ------------ | ---- | ------- |
| 11 | José Ramirez          | Valencia Aspar       | Aprilia      | 7    | 22      |
| 16 | Christian Manna       | Semprucci Biesse-Gro | Yamaha       | 7    | 25      |
| 13 | Marco Melandri        | Benetton Matteoni    | Honda        | 3    | 9       |
| 17 | Juan Enrique Maturana | Yamaha Kurz Aral     | Yamaha       | 2    | 17      |
| 23 | Gino Borsoi           | Motoracing s.r.l.    | Aprilia      | 0    | 13      |
| 41 | Yōichi Ui             | Yamaha Kurz Aral     | Yamaha       | 0    | 4       |
| 56 | Magilai Meganathan    | RRC Prakash RAO      | Honda        | 0    | 26      |

### Squalificato
| Nº | Pilota           | Squadra     | Motocicletta | Griglia |
| -- | ---------------- | ----------- | ------------ | ------- |
| 19 | Andrea Ballerini | Team Pileri | Honda        | 24      |